# Llista d'asteroides/178501-178600
| Nom      | Designació provisional | Data de descobriment   | Lloc de descobriment | Descobridor/s          |
| -------- | ---------------------- | ---------------------- | -------------------- | ---------------------- |
| 178501 - | 1999 TQ131             | 6 d'octubre de 1999    | Socorro              | LINEAR                 |
| 178502 - | 1999 TE141             | 6 d'octubre de 1999    | Socorro              | LINEAR                 |
| 178503 - | 1999 TN146             | 7 d'octubre de 1999    | Socorro              | LINEAR                 |
| 178504 - | 1999 TK147             | 7 d'octubre de 1999    | Socorro              | LINEAR                 |
| 178505 - | 1999 TO148             | 7 d'octubre de 1999    | Socorro              | LINEAR                 |
| 178506 - | 1999 TJ151             | 7 d'octubre de 1999    | Socorro              | LINEAR                 |
| 178507 - | 1999 TV151             | 7 d'octubre de 1999    | Socorro              | LINEAR                 |
| 178508 - | 1999 TF163             | 9 d'octubre de 1999    | Socorro              | LINEAR                 |
| 178509 - | 1999 TX163             | 9 d'octubre de 1999    | Socorro              | LINEAR                 |
| 178510 - | 1999 TB169             | 10 d'octubre de 1999   | Socorro              | LINEAR                 |
| 178511 - | 1999 TC170             | 10 d'octubre de 1999   | Socorro              | LINEAR                 |
| 178512 - | 1999 TU170             | 10 d'octubre de 1999   | Socorro              | LINEAR                 |
| 178513 - | 1999 TG172             | 10 d'octubre de 1999   | Socorro              | LINEAR                 |
| 178514 - | 1999 TF175             | 10 d'octubre de 1999   | Socorro              | LINEAR                 |
| 178515 - | 1999 TN197             | 12 d'octubre de 1999   | Socorro              | LINEAR                 |
| 178516 - | 1999 TT200             | 13 d'octubre de 1999   | Socorro              | LINEAR                 |
| 178517 - | 1999 TY200             | 13 d'octubre de 1999   | Socorro              | LINEAR                 |
| 178518 - | 1999 TU207             | 14 d'octubre de 1999   | Socorro              | LINEAR                 |
| 178519 - | 1999 TM213             | 15 d'octubre de 1999   | Socorro              | LINEAR                 |
| 178520 - | 1999 TD215             | 15 d'octubre de 1999   | Socorro              | LINEAR                 |
| 178521 - | 1999 TT222             | 2 d'octubre de 1999    | Socorro              | LINEAR                 |
| 178522 - | 1999 TD225             | 2 d'octubre de 1999    | Kitt Peak            | Spacewatch             |
| 178523 - | 1999 TD229             | 4 d'octubre de 1999    | Kitt Peak            | Spacewatch             |
| 178524 - | 1999 TC230             | 3 d'octubre de 1999    | Anderson Mesa        | LONEOS                 |
| 178525 - | 1999 TA248             | 8 d'octubre de 1999    | Catalina             | CSS                    |
| 178526 - | 1999 TG251             | 6 d'octubre de 1999    | Socorro              | LINEAR                 |
| 178527 - | 1999 TN260             | 10 d'octubre de 1999   | Kitt Peak            | Spacewatch             |
| 178528 - | 1999 TO280             | 8 d'octubre de 1999    | Socorro              | LINEAR                 |
| 178529 - | 1999 TG286             | 10 d'octubre de 1999   | Socorro              | LINEAR                 |
| 178530 - | 1999 TE288             | 10 d'octubre de 1999   | Socorro              | LINEAR                 |
| 178531 - | 1999 TE292             | 11 d'octubre de 1999   | Socorro              | LINEAR                 |
| 178532 - | 1999 TE306             | 6 d'octubre de 1999    | Socorro              | LINEAR                 |
| 178533 - | 1999 TB319             | 12 d'octubre de 1999   | Kitt Peak            | Spacewatch             |
| 178534 - | 1999 TO333             | 13 d'octubre de 1999   | Apache Point         | SDSS                   |
| 178535 - | 1999 UA                | 16 d'octubre de 1999   | Ondřejov             | P. Pravec, P. Kušnirák |
| 178536 - | 1999 UV10              | 31 d'octubre de 1999   | Socorro              | LINEAR                 |
| 178537 - | 1999 UD16              | 29 d'octubre de 1999   | Catalina             | CSS                    |
| 178538 - | 1999 UN27              | 30 d'octubre de 1999   | Kitt Peak            | Spacewatch             |
| 178539 - | 1999 UJ34              | 31 d'octubre de 1999   | Kitt Peak            | Spacewatch             |
| 178540 - | 1999 UC37              | 16 d'octubre de 1999   | Kitt Peak            | Spacewatch             |
| 178541 - | 1999 UN46              | 31 d'octubre de 1999   | Catalina             | CSS                    |
| 178542 - | 1999 UO56              | 22 d'octubre de 1999   | Socorro              | LINEAR                 |
| 178543 - | 1999 VP1               | 3 de novembre de 1999  | Heppenheim           | Starkenburg            |
| 178544 - | 1999 VT17              | 2 de novembre de 1999  | Kitt Peak            | Spacewatch             |
| 178545 - | 1999 VN19              | 10 de novembre de 1999 | Višnjan Observatory  | K. Korlević            |
| 178546 - | 1999 VK34              | 3 de novembre de 1999  | Socorro              | LINEAR                 |
| 178547 - | 1999 VR39              | 11 de novembre de 1999 | Kitt Peak            | Spacewatch             |
| 178548 - | 1999 VN55              | 4 de novembre de 1999  | Socorro              | LINEAR                 |
| 178549 - | 1999 VE64              | 4 de novembre de 1999  | Socorro              | LINEAR                 |
| 178550 - | 1999 VK78              | 4 de novembre de 1999  | Socorro              | LINEAR                 |
| 178551 - | 1999 VO79              | 4 de novembre de 1999  | Socorro              | LINEAR                 |
| 178552 - | 1999 VD82              | 5 de novembre de 1999  | Socorro              | LINEAR                 |
| 178553 - | 1999 VU103             | 9 de novembre de 1999  | Socorro              | LINEAR                 |
| 178554 - | 1999 VT105             | 9 de novembre de 1999  | Socorro              | LINEAR                 |
| 178555 - | 1999 VM125             | 6 de novembre de 1999  | Kitt Peak            | Spacewatch             |
| 178556 - | 1999 VM132             | 9 de novembre de 1999  | Kitt Peak            | Spacewatch             |
| 178557 - | 1999 VY135             | 9 de novembre de 1999  | Socorro              | LINEAR                 |
| 178558 - | 1999 VE136             | 9 de novembre de 1999  | Socorro              | LINEAR                 |
| 178559 - | 1999 VR143             | 11 de novembre de 1999 | Catalina             | CSS                    |
| 178560 - | 1999 VS143             | 11 de novembre de 1999 | Catalina             | CSS                    |
| 178561 - | 1999 VQ159             | 14 de novembre de 1999 | Socorro              | LINEAR                 |
| 178562 - | 1999 VP160             | 14 de novembre de 1999 | Socorro              | LINEAR                 |
| 178563 - | 1999 VK167             | 14 de novembre de 1999 | Socorro              | LINEAR                 |
| 178564 - | 1999 VG175             | 9 de novembre de 1999  | Kitt Peak            | Spacewatch             |
| 178565 - | 1999 VX176             | 5 de novembre de 1999  | Socorro              | LINEAR                 |
| 178566 - | 1999 VK182             | 9 de novembre de 1999  | Socorro              | LINEAR                 |
| 178567 - | 1999 VL187             | 15 de novembre de 1999 | Socorro              | LINEAR                 |
| 178568 - | 1999 VV207             | 9 de novembre de 1999  | Kitt Peak            | Spacewatch             |
| 178569 - | 1999 VK211             | 14 de novembre de 1999 | Catalina             | CSS                    |
| 178570 - | 1999 VS212             | 12 de novembre de 1999 | Socorro              | LINEAR                 |
| 178571 - | 1999 WD6               | 28 de novembre de 1999 | Višnjan Observatory  | K. Korlević            |
| 178572 - | 1999 WM10              | 28 de novembre de 1999 | Kitt Peak            | Spacewatch             |
| 178573 - | 1999 WD17              | 30 de novembre de 1999 | Kitt Peak            | Spacewatch             |
| 178574 - | 1999 WD26              | 30 de novembre de 1999 | Kitt Peak            | Spacewatch             |
| 178575 - | 1999 XO                | 2 de desembre de 1999  | Kitt Peak            | Spacewatch             |
| 178576 - | 1999 XR5               | 4 de desembre de 1999  | Catalina             | CSS                    |
| 178577 - | 1999 XB29              | 6 de desembre de 1999  | Socorro              | LINEAR                 |
| 178578 - | 1999 XV42              | 7 de desembre de 1999  | Socorro              | LINEAR                 |
| 178579 - | 1999 XV51              | 7 de desembre de 1999  | Socorro              | LINEAR                 |
| 178580 - | 1999 XK59              | 7 de desembre de 1999  | Socorro              | LINEAR                 |
| 178581 - | 1999 XC66              | 7 de desembre de 1999  | Socorro              | LINEAR                 |
| 178582 - | 1999 XX114             | 11 de desembre de 1999 | Socorro              | LINEAR                 |
| 178583 - | 1999 XD129             | 12 de desembre de 1999 | Socorro              | LINEAR                 |
| 178584 - | 1999 XL166             | 10 de desembre de 1999 | Socorro              | LINEAR                 |
| 178585 - | 1999 XQ212             | 14 de desembre de 1999 | Socorro              | LINEAR                 |
| 178586 - | 1999 XO219             | 15 de desembre de 1999 | Kitt Peak            | Spacewatch             |
| 178587 - | 1999 XA225             | 13 de desembre de 1999 | Kitt Peak            | Spacewatch             |
| 178588 - | 1999 XC225             | 13 de desembre de 1999 | Kitt Peak            | Spacewatch             |
| 178589 - | 1999 YJ3               | 17 de desembre de 1999 | Socorro              | LINEAR                 |
| 178590 - | 1999 YO23              | 16 de desembre de 1999 | Kitt Peak            | Spacewatch             |
| 178591 - | 2000 AQ30              | 3 de gener de 2000     | Socorro              | LINEAR                 |
| 178592 - | 2000 AU42              | 4 de gener de 2000     | Socorro              | LINEAR                 |
| 178593 - | 2000 AX104             | 5 de gener de 2000     | Socorro              | LINEAR                 |
| 178594 - | 2000 AO242             | 7 de gener de 2000     | Socorro              | LINEAR                 |
| 178595 - | 2000 AU250             | 3 de gener de 2000     | Kitt Peak            | Spacewatch             |
| 178596 - | 2000 BF6               | 28 de gener de 2000    | Socorro              | LINEAR                 |
| 178597 - | 2000 BF9               | 26 de gener de 2000    | Kitt Peak            | Spacewatch             |
| 178598 - | 2000 BH28              | 31 de gener de 2000    | Socorro              | LINEAR                 |
| 178599 - | 2000 CK37              | 3 de febrer de 2000    | Socorro              | LINEAR                 |
| 178600 - | 2000 CX50              | 2 de febrer de 2000    | Socorro              | LINEAR                 |